# Kościół Przemienienia Pańskiego w Żukowie
Kościół Przemienienia Pańskiego w Żukowie – drewniany, zabytkowy kościół rzymskokatolicki w Żukowie w gminie Grodzisk Mazowiecki. Jest główną świątynią parafii Przemienienia Pańskiego w Żukowie, należącej do dekanatu brwinowskiego archidiecezji warszawskiej.  
Obecna świątynia, trzecia znajdująca się w tym miejscu, powstała w latach 1676-1677 dzięki staraniom ówczesnego proboszcza Mateusza Jacka Górzyńskiego. Oficjalna konsekracja miała miejsce 21 października 1682 roku, dokonał jej bp Hieronim Wierzbowski. W latach 1819 i 1899 kościół przechodził remonty. Obok budynku kościoła znajduje się dzwonnica, również pochodząca z XVII wieku. W 1962 kościół został wpisany do rejestru zabytków pod numerem 1125/462.  
W Muzeum Archidiecezji Warszawskiej znajduje się kolekcja ornatów z XV i XVI wieku, przeniesiona tam z kościoła w Żukowie. 